# Il dono della vacca
(Capitolo I)
Il dono della vacca (in hindī गोदान, Godāna) è l'ultimo romanzo e al contempo l'opera di maggior successo di Premchand.
Edito in hindī nel 1936, anno di morte dell'autore, Godān ritrae una comunità contadina dell'India settentrionale tra gli anni '20 e '30 del Novecento, con riferimenti anche alla società cittadina della vicina Lakhnaū.
In Godān l'autore sembra distaccarsi dalla dottrina gandhiana per abbracciare la corrente rivoluzionaria socialista del Congresso Nazionale Indiano degli anni '30, delle cui istanze si era fatto fautore e portavoce Jawaharlal Nehru.

## Trama

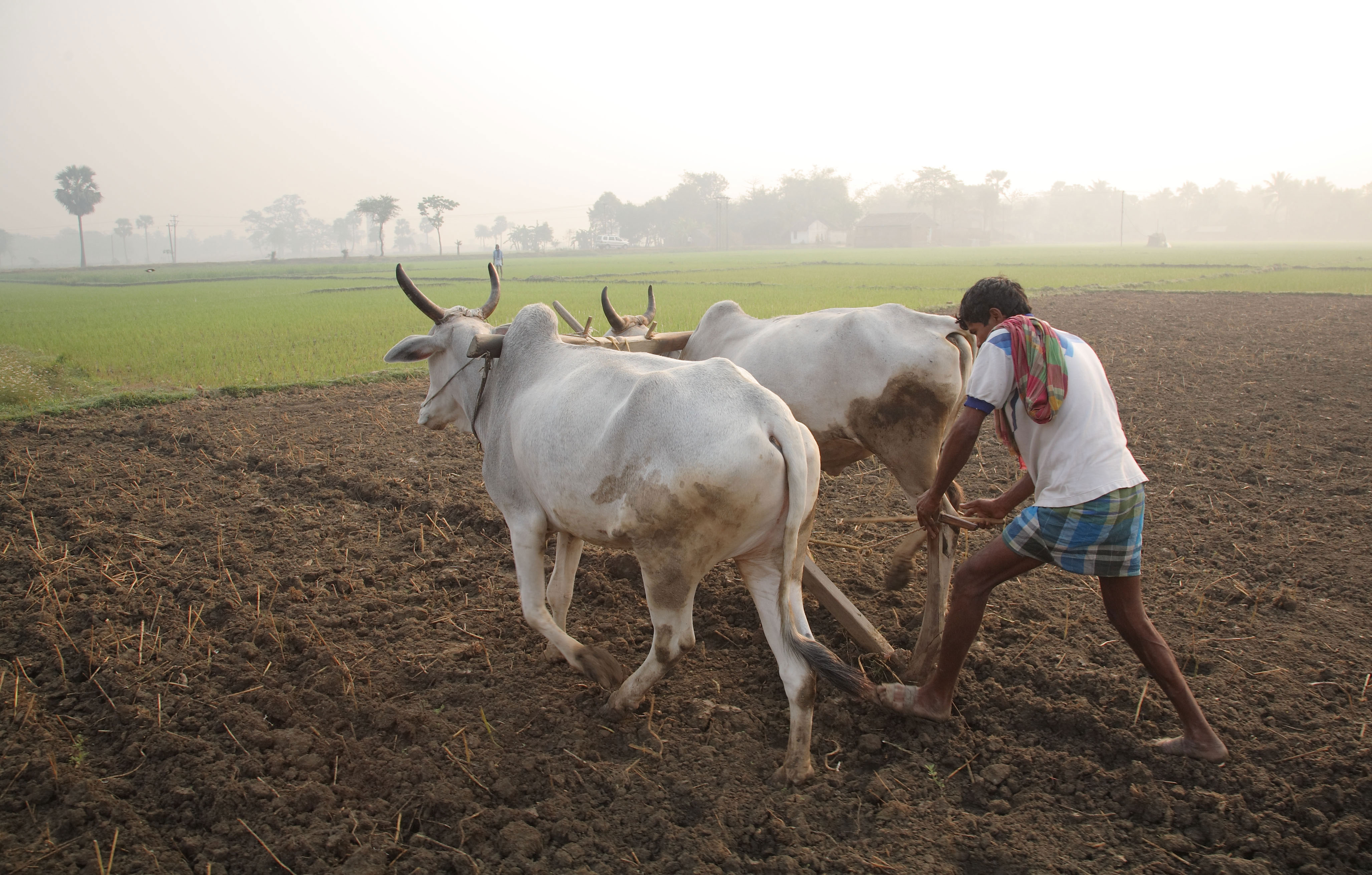
L'allevamento di bovini è un'attività tradizionale nell'India rurale.

Il romanzo è incentrato sulla figura di Hori (Horī), un misero contadino che coltiva pochi acri di terra per conto del Ray Sahab (Rāy Sāhab) e che desidera ardentemente acquistare una vacca per sfamare la propria famiglia e accrescerne il prestigio. Pur essendo subissato dai debiti, come d'altronde tutti gli altri contadini del villaggio, Hori fa di tutto per accaparrarsi la vacca tanto ambita e infine riesce nel suo intento: egli adula Bhola (Bholā), un allevatore di vacche, promettendogli di trovargli una moglie; riesce così ad avere la vacca contraendo un debito di 80 rupie.
Tuttavia il sogno di Horī, realizzato con l'astuzia, non è destinato a durare a lungo; il dharm sembra voler avere una rivincita su di lui. Hira (Hīra), il fratello con cui Hori aveva avuto dei dissidi, avvelena e uccide la vacca per gelosia, per poi fuggire dal villaggio sospinto dalla paura di ritorsioni. L'ispettore di polizia, sopraggiunto per effettuare una perquisizione in casa di Hira, viene corrotto da Hori, che così riesce a salvare la reputazione della propria famiglia. 
Da questo momento, la situazione di Hori peggiora progressivamente. Gobar, figlio di Hori, intesse una relazione extraconiugale e mette incinta Jhuniya, figlia di Bhola, che era rimasta vedova del marito. La relazione illecita attira gli odî del villaggio, sicché pure Gobar si dà alla fuga. Hori e la moglie Dhaniya decidono di dare rifugio alla nuora Jhuniya, in dolce attesa, ma questa decisione attira su di loro il disdegno dei cinque bramini a capo del villaggio, che impongono a Hori un'ingente sanzione in segno d'espiazione per le sue colpe.
Senza semi per la coltivazione, Hori finisce per lavorare come bracciante del proprio usuraio e, da ultimo, si trova costretto a vendere la propria figlia per poche rupie per salvare i suoi pochi acri di terra e la casa ereditata dagli antenati.
Ma è questo il momento in cui Hori fronteggia la propria meschinità, il timore della divinità, delle superstizioni e dei bramini. Egli grida all'ingiustizia e la sua profonda fede si riduce infine in frantumi.
Logorato dal lavoro e dalla miseria, Hori viene colpito da un malore letale che gli fa ripercorre in un'analessi tutta la sua vita; ripensa così alla gioia effimera dell'arrivo della vacca dei desideri. In punto di morte, per fare «il dono della vacca» (un rito tradizionale) non può offrire né una vacca, né una vitella, né denaro, ma a malapena venti centesimi.